# 共沸

2-プロパノールと水の蒸気液平衡では、正の共沸挙動が見られる。

共沸（きょうふつ、英: Azeotrope）または一定沸点混合物とは、蒸留によってその割合を変えることができない2種類以上の液体の混合物である。共沸は、沸騰すると、蒸気の組成が未沸騰の混合物と同じ割合になるため、この現象が起こる。この特性を理解することは蒸留において重要である。
各共沸には、特有の沸点がある。共沸の沸点は、構成成分のいずれかの沸点よりも低い（正の共沸）場合もあれば、構成成分のいずれかの沸点よりも高い（負の共沸）場合もある。正・負どちらの共沸でも、分留によって成分を分離することは不可能であり、通常は共沸蒸留が使用される。
技術的な用途では、混合物の圧力-温度-組成挙動が最も重要だが、表面張力や、輸送特性など、他の重要な熱物理特性も共沸によって強く影響を受ける。

## 語源
共沸という用語は、ギリシャ語の沸騰と変化に、接頭辞（α-）が加わったもので、沸騰による変化がないという意味になる。この用語は1911年にイギリスの化学者であるジョン・ウェイドとリチャード・ウィリアム・メリマンによって命名された。また、その組成が蒸留によって変化しないため、共沸は特に古い文献で、一定沸点混合物とも呼ばれる。

## 種類

### 正の共沸

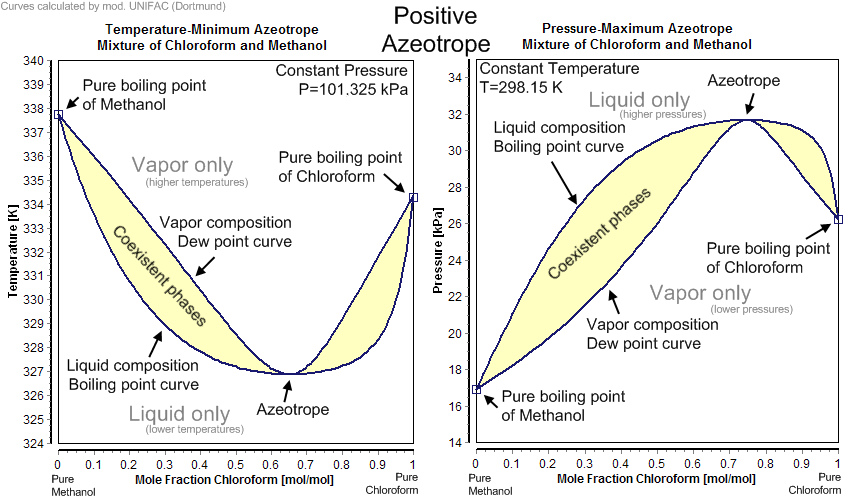
正の共沸の例：クロロホルムとメタノールの混合物。

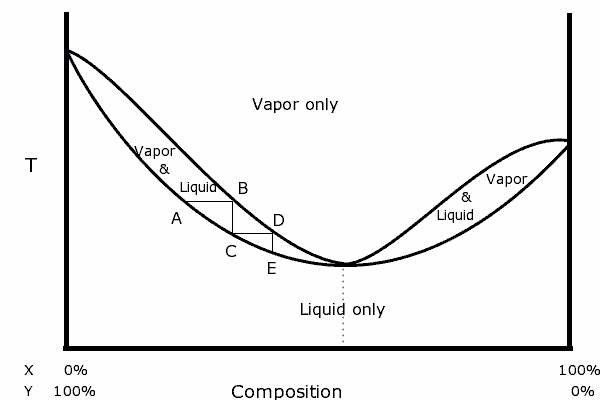
正の共沸の相図。縦軸は温度、横軸は組成。

ラウールの法則から正の偏差を示す溶液は、特定の組成で最小沸点の共沸を形成する。一般に、正の共沸は構成成分のどの比率よりも低い温度で沸騰する。正の共沸は、最小沸点混合物または、圧力最大共沸とも呼ばれる。有名な例として、エタノールと水の混合物（糖の発酵で得られるもの）があり、質量比で95.63%のエタノールと4.37%の水で構成され、78.2 °Cで沸騰する。エタノールは78.4 °C、水は100 °Cで沸騰するが、この共沸はそれらよりも低い78.2 °Cで沸騰する。エタノール/水の溶液が大気圧下で沸騰できる最低温度は、78.2 °Cである。この組成に達すると、液体と蒸気の組成が等しくなり、それ以上の分離が起こらない。
2つの溶媒の混合物の沸騰および再凝縮は、化学状態の変化であり、相図を用いて最もよく説明される。圧力が一定であれば、変数は温度と組成の2つである。
隣接する図は、仮想成分XとYの正の共沸を示している。下の曲線は、さまざまな組成の沸点を示している。この曲線の下では、液相のみが平衡状態にある。上の曲線は、特定の温度で液体上の蒸気の組成を示している。この曲線の上では、蒸気のみが平衡状態にある。2つの曲線の間では、液相と蒸気相が同時に平衡状態にある。例えば、X:Yが25%:75%の混合物を温度ABまで加熱すると、組成Bの蒸気が組成Aの液体上に生成される。共沸は、2つの曲線が接する点である。水平および垂直のステップは、蒸留を繰り返した後の経路を示している。点Aは非共沸混合物の沸点である。また、その温度で分離する蒸気は、組成Bとなる。曲線の形状により、B点の蒸気はA点の液体よりもX成分が豊富に含まれる。
この蒸気は、気液平衡のシステムから物理的に分離され、C点で冷却されて凝縮する。この結果生じた液体（C点）は、A点よりもX成分が豊富である。この液体を再び沸騰させると、D点に進み、このプロセスを繰り返す。この段階的進行は、繰り返し蒸留が共沸よりX成分が豊富な蒸留物を決して生成しないことを示している。共沸点の右側から始めると、同じ段階的プロセスにより、反対方向から共沸点に収束する。

### 負の共沸

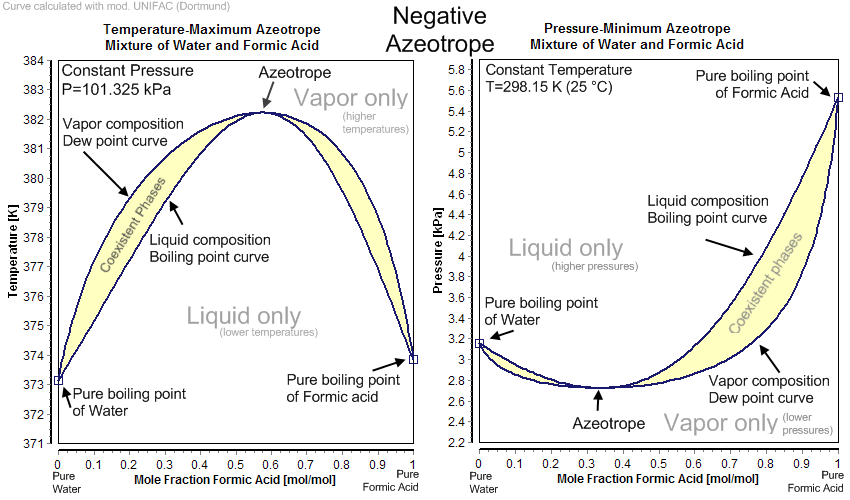
負の共沸の例：ギ酸と水の混合物

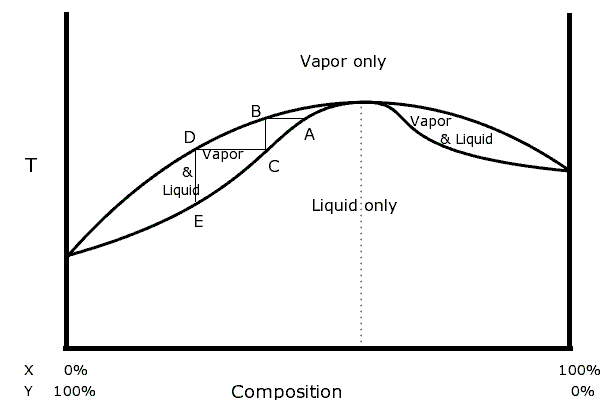
負の共沸の状態図。縦軸は温度、横軸は組成。

ラウールの法則から大きく負の偏差を示す溶液は、特定の組成で最大沸点の共沸を形成する。この種類の共沸の例として、硝酸と水がある。この共沸は約68%の硝酸と32%の水（質量比）で構成され、沸点は393.5 °Cである。一般に、負の共沸は構成成分のどの比率よりも高い温度で沸騰する。負の共沸は、最大沸点混合物または、圧力最小共沸とも呼ばれる。負の共沸の例として、塩酸がある。この共沸は20.2%の塩化水素と79.8%の水（質量比）で構成されている。塩化水素は-85 °Cで沸騰し、水は100 °Cで沸騰するが、塩酸はいずれの成分よりも高い温度の110 °Cで沸騰する。他の例として以下が挙げられる。
- フッ化水素酸（35.6%）と水：111.35 °Cで沸騰。
- 硝酸（68%）と水：1気圧、120.2 °Cで沸騰。
- 過塩素酸（71.6%）と水：203 °Cで沸騰。
- 硫酸（98.3%）と水：338 °Cで沸騰。

隣接する図は、理想的な成分XとYの負の共沸を示している。下の曲線は、さまざまな組成での沸点を示している。この曲線の下では、混合物は完全に液相でなければならない。上の曲線は、さまざまな組成での凝縮温度を示しており、この曲線の上では、混合物は完全に気相でなければならない。図に示される点Aは、共沸に非常に近い組成を持つ沸点である。同じ温度で蒸気が点Bで収集される。この蒸気は冷却され、凝縮し、点Cで収集される。この例では正の共沸ではなく負の共沸であるため、蒸留物は点Aの元の液体混合物よりも共沸から遠ざかる。したがって、蒸留物はX成分が少なく、Y成分が多いものとなる。この過程で液体からY成分の割合が元々より多く除去されるため、蒸留後の残留物はY成分が少なく、X成分が多くなる。もし、点Aが共沸の右側にいた場合、蒸留物は点Cで点Aよりも右側になり、蒸留物は元の混合物よりもX成分が多く、Y成分が少なくなる。この場合も蒸留物は共沸から離れ、残留物は共沸に近づく。これが負の共沸の特徴である。しかし、蒸留によって蒸留物または残留物が元の混合物の反対側に達することはない。これはすべての共沸に共通する特徴である。

### 二重共沸

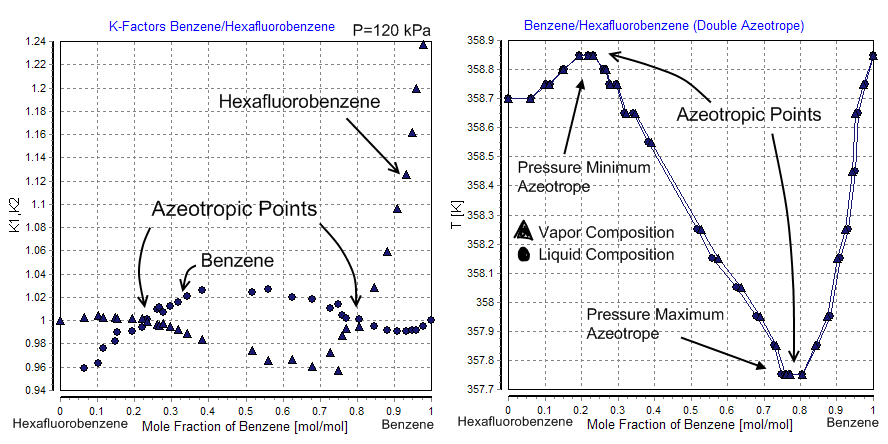
ベンゼンとヘキサフルオロベンゼンの二重共沸混合物（重量比による）。

さらに複雑な共沸混合物も存在し、それらは最小沸点と最大沸点の両方を持つ。このようなシステムは二重共沸と呼ばれ、2つの共沸組成とそれぞれの沸点を持つ。例としては、水とN-メチルエチレンジアミンや、ベンゼンとヘキサフルオロベンゼンがある。

### 複雑系
いくつかの共沸混合物は正の共沸にも負の共沸にも分類されない。その中で最もよく知られているのが、30%アセトン、47%クロロホルム、23%メタノールからなる三重共沸混合物である。この混合物の沸点は、57.5 °Cある。これらの成分は、それぞれ二重共沸を形成するが、クロロホルム/メタノールおよびアセトン/メタノールの混合物は正の共沸を形成し、クロロホルム/アセトンの混合物は負の共沸を形成する。その結果として生成される三重共沸は、正でも負でもない。沸点は、アセトンとクロロホルムの沸点の間に位置しており、最大沸点でも最小沸点でもない。この種類の共沸は、三重共沸と呼ばれる。三重共沸は、3種類以上の成分からなる場合でのみ形成される。

## 混和性と非共沸

多相共沸のさまざまな相の関係を示す相図。縦軸は温度、横軸は組成を示している。点線の縦線は、原混合物中に両層が存在する場合の留出物の層が組み合わさったときの組成を示している。

混合物の成分が、全ての割合で完全に混和性であれば、その共沸は均一共沸と呼ばれる。均一共沸は、低沸点型または高沸点型のいずれかとなる。例えば、エタノールと水はどのような比率でも混合可能で、均一な溶液を形成する。
混合物の成分が完全に相溶しない場合、共沸は溶解度間隙内に存在することがある。この種類の共沸は不均一共沸または、多相共沸と呼ばれる。多相共沸蒸留では、液相が2層に分かれる。不均一共沸は、最低沸点共沸挙動と組み合わされる場合にのみ知られている。例えば、クロロホルム（20 °Cの水への溶解度は0.8 g/100 ml）と水を同量ずつ混ぜて放置すると、液体は2層に分離する。層を分析すると、上層はほとんどが水で少量のクロロホルムが溶解しており、下層はほとんどがクロロホルムで少量の水が溶解していることが分かる。この2層を一緒に加熱すると、53.3 °Cで沸騰する。この温度はクロロホルム（61.2°C）や水（100°C）の沸点よりも低くなる。また、蒸気は97.0%のクロロホルムと3.0%の水から成り、液層の量に関係なく、この比率は一定である。蒸気を冷却して再凝縮すると、層は凝縮物内で再形成され、上層は体積比で4.4%、下層は95.6%という固定比率となる。
どの割合で混ぜても共沸を形成しない溶媒の組み合わせは、非共沸混合物と呼ばれる。共沸は、非共沸混合物を分離する際に役立つ。例として、非共沸混合物である酢酸と水が挙げられる。純粋な酢酸（沸点: 118.1°C）を分離するのは非常に困難である。蒸留を繰り返すと、乾燥した酢酸が得られるが、各回の蒸留による水の除去効率は次第に低下する。そのため、純粋な酢酸を得るために溶液を蒸留するのは経済的に非効率である。しかし、酢酸エチルは水と共沸を形成し、沸点は70.4°Cとなる。酢酸エチルを共沸剤として加えることで、共沸剤を蒸留で除去し、ほぼ純粋な酢酸を残渣として得ることができる。

## 構成銘柄数

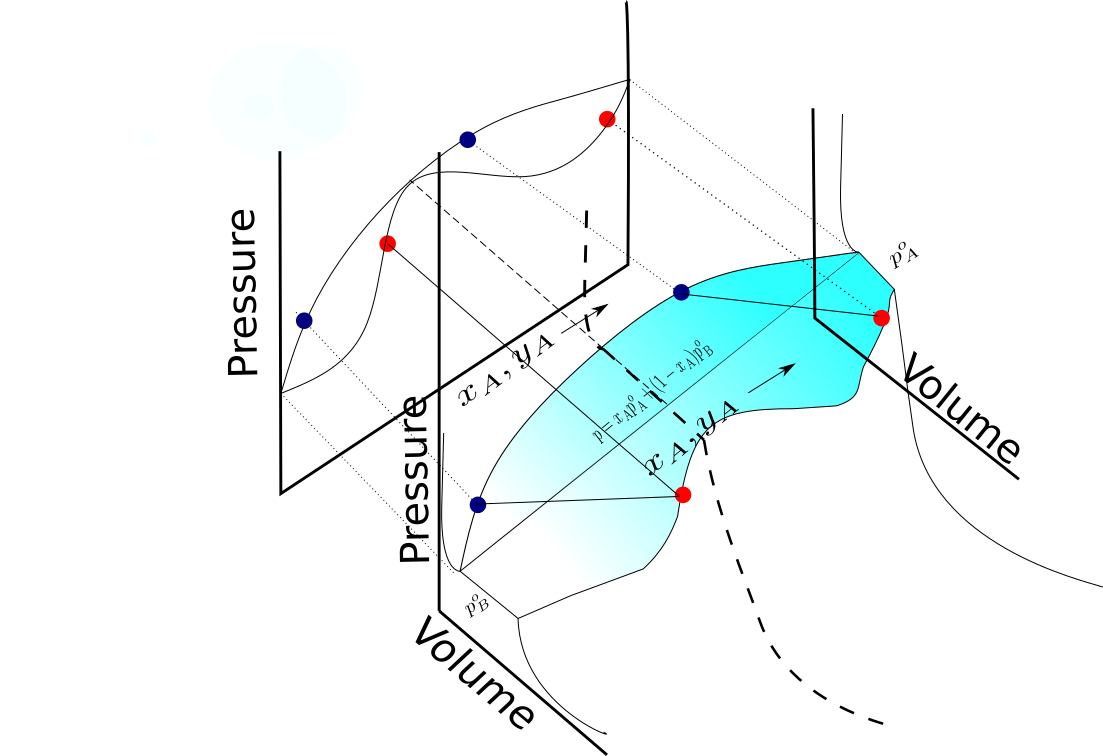
共沸反応に適したp-v-x図の構築。

2成分で構成される共沸は、二重共沸と呼ばれる。例えば、ジエチルエーテル（33%）とハロタン（66%）の混合物は、かつて麻酔で一般的に使用されていた。また、3成分で構成される共沸は、三重共沸と呼ばれ、アセトン / メタノール / クロロホルムが該当する。さらに、3成分を超える共沸も知られている。

## 存在条件

一定温度における混合物の組成に対する全蒸気圧の関係。

この条件は、液相における活量係数が、全圧および純粋な成分の蒸気圧とどのように関係するかを示している。
共沸は、混合物がラウールの法則（液相と気相の組成が気液平衡において等しいという法則）およびドルトンの法則（全圧が部分圧の合計に等しいという法則）から外れる場合にのみ形成される。
ラウールの法則は、混合比に応じた理想溶液の蒸気圧を予測する。簡単に言えば、ラウールの法則によれば、成分間の分子は互いに同程度に引きつけ合う。例えば、成分XとYがある場合、XとYの分子は、X同士やY同士とほぼ同じエネルギーで引きつけ合う。XとYの分子が互いに引きつけ合う力（親和性）が低い場合（X同士やY同士の方が引きつけ合う力が強い場合）、混合物全体の化学親和力が純粋成分より低下する。これにより、液相に結びついた状態から気相に移行しやすくなる。XとYの分子が互いに強く引きつけ合う場合（X同士やY同士よりXとYの親和性が高い場合）、混合物の分子は液相に結びついた状態から離れにくくなる。
逸脱が十分に大きい場合、気圧と組成の関係に最大値または最小値が現れる。この点で、気相の組成が液相の組成と一致するため、共沸が形成される。
隣接する図は、成分XとYからなる仮想的な3つの混合物の全気圧を示している。このプロットの温度は一定であると仮定されている。中央の線は直線で、これはラウールの法則が理想的な混合物に対して予測するものである。一般的に、n-ヘキサンとn-ヘプタンのような化学的に類似した溶媒の混合物のみがラウールの法則に近い理想混合物を形成する。上部の線は、ラウールの法則から正の逸脱を示す非理想的な混合物を表している。この場合、成分XとYの全気圧はラウールの法則が予測する値よりも大きくなる。この上部の線が十分に逸脱すると、曲線の接線が水平になる点が現れる。この点の組成は、正の共沸と呼ばれる。この点では、全気圧が最大になる。同様に、下部の線はラウールの法則から負の逸脱を示す非理想的な混合物を表している。この場合、接線が水平になる組成点で負の共沸が現れる。この点では全気圧が最小になる。

## 分離
負の共沸を形成する2つの溶媒の場合、どのような混合物を蒸留しても、残渣は元の混合物より共沸組成に近づく。例えば、20.2%以下の塩化水素を含む塩酸を蒸留すると、残った液には元の状態よりも塩化水素が多く含まれている。一方、20.2%を超える塩化水素を含む塩酸を蒸留すると、残った液の塩化水素の量は少なくなる。十分に長時間蒸留すれば、残った液は共沸比率に近づく。一方、正の共沸を形成する2つの溶媒の場合、どのような混合物を蒸留しても、残渣は元の混合物よりも共沸組成から遠ざかる。例えば、エタノールと水を50：50で混合し1回蒸留すると、留出液は80%のエタノールと20%の水になる。これは共沸混合物に近づいた組成であり、残った液は元の混合物よりも、エタノールの量が少なくなる。さらに、80/20%のエタノールと水の混合物を蒸留すると、留出液は87%のエタノールと13%の水になる。繰り返し蒸留を続けると、混合物は共沸比率である95.5/4.5%に徐々に近づく。しかし、どれだけ蒸留しても共沸比率を超える留出液は得られない。また、共沸物よりもエタノールが多い混合物を蒸留すると、留出液は元の混合物よりもエタノールの量が少なくなるが、共沸比率よりはエタノールが多い組成となる。
蒸留は化学者や化学工学者が混合物を各成分に分離するための主要な手法の1つである。しかし、蒸留では共沸混合物の成分を分離することができない。この共沸混合物の分離（共沸破壊とも呼ばれる）は、重要な研究テーマとなっている。かつて、一部の研究者は、共沸が成分間の実際の化合物であると考えていた。しかし、これは2つ理由により間違いである。
1つは、共沸を形成する成分のモル比は、小さい整数比にならないことが一般的だからである。例えば、水とアセトニトリルが形成する共沸では、アセトニトリル2.253 モルが水1 モルに対応する（相対誤差わずか2%で9/4の比率に近い）。もう1つは、共沸の組成は圧力によって変化するためである。例えば、二酸化炭素は、どのような圧力下でも成分のモル比（炭素1 モルに対して酸素2 モル）は変わらない。しかし、共沸混合物では圧力が組成に影響を与えるため、圧力を利用して分離する方法が可能である。

### 圧力スイング蒸留

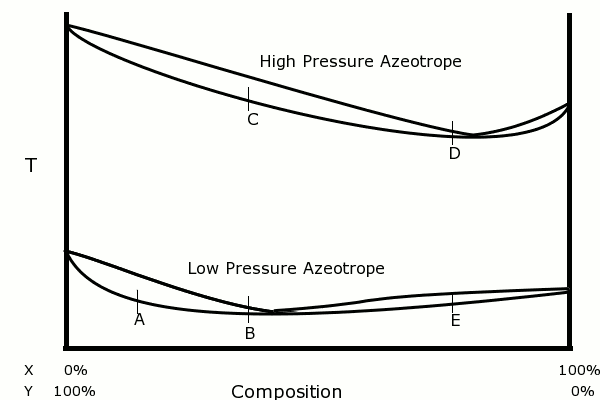
圧力スイングによる共沸組成の変化

隣接する図は、成分XとYからなる仮想的な共沸混合物を示しており、低圧と高圧での2つの相図が描かれている。共沸組成は低圧プロットと高圧プロットで大きく異なり、高圧ではXの割合が高くなっている。目標は、点Aから可能な限り高濃度のXを分離することである。低圧下では、段階的蒸留により、点Bのような共沸点と同じ側にある留出液に到達できる。共沸組成に近い混合物では、沸点の違いがほとんどない。この留出液を高圧に移すと、点Cで沸騰する。ここから、さらに段階的蒸留を行うことで、点Dのような共沸点と同じ側にある留出液に到達できる。その留出液を再び低圧に戻すと、点Eで沸騰し、低圧共沸点の反対側に到達する。点Eで沸騰した溶液では、残渣の方が留出液よりもXが多く含まれている。実際、段階的な蒸留によって、残渣中のXの割合を必要な純度まで高めることができる。これらを要約すると、次のようになる。
- 低圧での精留（AからB）

- 高圧での精留（CからD）

- 低圧での剥離（Eから目標純度まで）

- 精留：留出液を保持し、沸点が徐々に低くなる。

- 剥離：残渣を保持し、沸点が徐々に高くなる。

5%の水と95%のテトラヒドロフランの混合物は、1気圧から8気圧の間の圧力スイングを用いて経済的に分離することが可能である。一方、水とエタノールの共沸混合物は、圧力による組成の変化が十分でないため、圧力スイングによる分離が困難である。この場合、添加溶剤を追加するか、抽出蒸留をする必要がある。

### 共沸蒸留
他の分離方法として、添加溶剤を加え、共沸成分の1つの揮発性に他よりも大きく影響を与える方法がある。二成分共沸に添加溶剤を追加して、三成分共沸を形成し、その混合物を蒸留する方法を共沸蒸留と呼ぶ。最もよく知られている例は、水とエタノールの共沸にベンゼンやシクロヘキサンを追加する方法である。シクロヘキサンを添加溶剤として使用する場合、三成分共沸は7%の水、17%のエタノール、76%のシクロヘキサンを含み、62.1°Cで沸騰する。シクロヘキサンを水とエタノールの共沸に十分に加えると、すべての水が三成分共沸に取り込まれる。この混合物を沸騰させると、三成分共沸が蒸発し、残渣にはほぼ純粋なエタノールが残る。

### 化学作用による分離
もう一つの種類の添加溶剤は、混合物の成分の一つに対して強い化学的親和性を持つものである。水とエタノールの共沸を例に挙げると、この液体を酸化カルシウムと混合して振ることで、水と強く反応して非揮発性化合物である水酸化カルシウムを形成する。生成した水酸化カルシウムのほぼ全ては、ろ過によって分離可能であり、ろ液を再蒸留することで、純度100%のエタノールが得られる。より極端な例として、1.2%の水と98.8%のジエチルエーテルからなる共沸混合物がある。ジエチルエーテルは、僅かな水分を非常に強く保持するため、完全に乾燥したジエチルエーテルを得るには液相にナトリウムのような非常に強力な乾燥剤を加える必要がある。無水塩化カルシウムは、幅広い溶媒を乾燥させるための乾燥剤として広く利用されている。価格が安価で、ほとんどの非水性溶媒と反応しないためである。例えば、クロロホルムは塩化カルシウムを使用して効果的に乾燥させることができる。

### 溶解塩を用いた蒸留
混合物に塩を溶解させると、その溶媒の沸点が常に上昇する。これは、溶媒の揮発性を低下させる効果によるものである。塩が混合物のある成分には容易に溶解し、他の成分には溶解しない場合、その溶解する成分の揮発性は低下し、もう一方の成分には影響がない。例えば、酢酸カリウムを水とエタノールの共沸に溶解させて蒸留することで、共沸物を破壊することが可能である。

### 抽出蒸留
抽出蒸留は、共沸蒸留と似ているが、添加溶剤を共沸成分のいずれよりも揮発性が低いものを使用する点で異なる。例えば、20%のアセトンと80%のクロロホルムからなる共沸混合物は、水を加えて蒸留することで、水が別層を形成し、その層にアセトンが選択的に溶解する。その結果、留出液は元の共沸物よりも、クロロホルムの量が多くなる。

### 浸透気化法およびその他の膜法
浸透気化法は、液体が気相に移行する際に、ある成分に対して他の成分よりも透過性の高い膜を利用して共沸成分を分離する。この膜は液相と気相の間に配置される。別の膜法である蒸気透過法では、成分が完全に気相で膜を通過する。膜を使用する全ての方法では、膜は流体を透過液（膜を通過する部分）と保持液（膜に残る部分）に分離する。膜が特定の成分に対して透過性が高いと、透過液は保持液よりもその成分を多く含むことになる。